# Otiophora
Otiophora is een geslacht van vlinders uit de familie van de grasmotten (Crambidae). De wetenschappelijke naam van dit geslacht is voor het eerst voorgesteld door Alfred Jefferis Turner in een publicatie uit 1908.

## Soorten
- O. clavifera (Hampson, 1899)
- O. leucotypa (Lower, 1903)
- O. leucura (Lower, 1903)